# Karya Usaha
Karya Usaha is een bestuurslaag in het regentschap Ogan Komering Ilir van de provincie Zuid-Sumatra, Indonesië. Karya Usaha telt 1611 inwoners (volkstelling 2010).